# Yvette Giraud
Pour les articles homonymes, voir Giraud.
Yvette Giraud, née Yvette Houron le 24 septembre 1916 à Paris et morte le 3 août 2014 à Strasbourg, est une chanteuse française qui a effectué la majeure partie de sa carrière au Japon.

## Biographie
Destinée à une carrière de chanteuse lyrique grâce à sa voix grave, elle est recrutée à 29 ans, en 1945, pour les besoins du Théâtre aux Armées des Forces armées britanniques. Elle y rencontre un impresario et le parolier Jacques Plante — lequel sera brièvement son époux de juin 1949 à mai 1950 — qui la guideront dans le métier. Elle débute dans la chanson en 1946 avec Ukraine, La Danseuse est créole et surtout Mademoiselle Hortensia, un titre qui deviendra sa mascotte : elle sera d'ailleurs souvent présentée comme « Mademoiselle Hortensia, l'ambassadrice de la chanson française ».
Suivront d'autres succès comme Les Lavandières du Portugal, Cerisier rose et pommier blanc et d'autres titres du répertoire de l'époque : L'Âme des poètes, C'est si bon, Les Feuilles mortes, Le Temps des cerises, Les Parapluies de Cherbourg, Jeux interdits, J'ai deux amours ou Maître Pierre, emprunté comme quelques autres de ses succès au répertoire des Compagnons de la chanson.
Il est également à noter qu'elle interprète à la fin des années 1950 la version française du célèbre Love Me Tender d'Elvis Presley sous le titre : L'Amour qui m'enchaîne à toi.
Ou encore, la version française de la chanson américaine Buttons and Bows, sous le titre Ma guêpière et mes longs jupons.
Elle a failli être l'interprète de l'Hymne à l'amour qu'Édith Piaf lui demandera d'interpréter à sa place après le décès de Marcel Cerdan. Yvette Giraud devra attendre la disparition d'Édith Piaf en 1963 pour ajouter ce titre à son répertoire.
Avec son mari, l'ancien compagnon de la chanson Marc Herrand, ils publieront un ouvrage autobiographique, La Route enchantée dans lequel elle revient sur ce qu'ont été ses succès et leurs pérégrinations à travers le monde. Yvette Giraud est très connue au Japon où elle s'est produite à trente-cinq reprises à partir de 1955. Le 14 février 1995, elle y reçut des mains de l'empereur du Japon l'Ordre de la Couronne précieuse Wistaria. Une distinction à laquelle succédera celle de commandeur des Arts et des Lettres qui lui sera remise par le ministre français de la Culture.

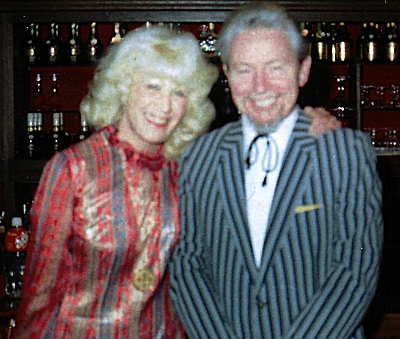
Yvette Giraud et Marc Herrand en 1983.

Pour les Japonais, c'est elle qui a le mieux représenté la France, contribuant à la renaissance des relations culturelles entre la France et le Japon. La chanson, Trente ans, créée par Marc Herrand, témoigne de l'amour qu'Yvette Giraud porte à ses admirateurs japonais. Elle donne aussi un autre aperçu du talent d'Yvette Giraud qui savait dire avec des mots simples quelle était son émotion de partager sa passion avec ceux qui étaient devenus des amis.
Autres cordes à l'arc de l'intéressée : l'expression picturale et un certain talent culinaire. Yvette Giraud a réalisé quelques dizaines d'aquarelles et de compositions, et publié au Japon un ouvrage traitant de recettes faciles à réaliser.
Yvette Giraud a cessé son activité de chanteuse en 1999.
Elle meurt le 3 août 2014 à Strasbourg, à l'âge de 97 ans. Elle est inhumée au cimetière de la Buffe à Cagnes-sur-Mer, aux côtés de son époux.